# Auschwitz – Das Projekt
Auschwitz – Das Projekt (franz. = Auschwitz Projekt) ist eine französische Filmdokumentation von Emil Weiss (* 1947) aus dem Jahr 2017. Der Film behandelt den von der SS im sog. Generalgouvernement zwischen 1939 und 1945 betriebenen Lagerkomplex.
Bei Auschwitz sollte eine Musterstadt zur weiteren Besiedlung des beim Überfall auf Polen eroberten Ostens entstehen mit Schulen, Krankenhäusern, Kasernen und Arbeitssklaven, eingebunden in ein enges Netz von Konzentrationslagern und Zwangsarbeitseinrichtungen in Industrie und Landwirtschaft. Die Ausbeutung der Arbeitskraft der Häftlinge bildete die finanzielle Grundlage. Der Film versucht, die Funktion der verschiedenen Teile des Konzentrationslagers Auschwitz und der geplanten SS-Musterstadt anhand von Luftaufnahmen der heute noch sichtbaren Gebäudereste zu erklären.

## Inhalt
Die ersten Bilder gehören der zivilen Stadt Auschwitz. Dann nähert sich der Film mit vielen Luftbildaufnahmen den markanten Orten in den drei großen Lagern, aber auch weitgehend unbekannten Versuchslabors im weiteren Umfeld bis in die Gebäude hinein. Immer wieder werden Umrisslinien der Gebäude oder Baugruppen in den Landschaftsfotos zur Veranschaulichung der knapp formulierten Kommentare weiß nachgezogen.
Im Wesentlichen richtet sich der Aufbau des Films nach der zeitlichen Reihenfolge der baulichen Erweiterungen des ersten Konzentrationslagers. Von den drei Hauptlagern war das erste das Konzentrationslager Auschwitz I (wegen der zentralen Verwaltung oft Stammlager A. genannt), dann wurde Auschwitz II – Auschwitz-Birkenau gebaut (das nach dem Krieg bekannteste NS-Konzentrations- und Vernichtungslager), und Auschwitz III – das dritte Konzentrationslager Monowitz (mit den Arbeitssklaven für die Buna-Werke). Das so genannte Interessengebiet der SS war ein Sperrbezirk mit mehreren SS-eigenen und anderen Fabriken, Landwirtschaftsbetrieben, Forschungszentren, KZ-Erweiterungen und einem umfassend geplanten Städtebauprojekt. Ein Teil des Films über die Nebenlager und die Informationen über die landwirtschaftlichen und industriellen Betriebe enthält einen separaten Abschnitt außerhalb der Chronologie zum Thema Ausbeutung der Sklavenarbeit durch die SS.
An diesem bestimmten Ort in dieser Region sind, so gefilmt und erläutert, fast alle Elemente der nationalsozialistischen Rassenideologie, die zugleich Vernichtungspolitik ist, der Territorialpolitik (Lebensraum der deutschen Rasse im Osten), der Industrie-, Landwirtschafts- und Forschungspolitik des NS-Staates durch die Nazi-Ideologen, erkennbar. Die heutigen Baureste und -ruinen allein zeigen das allerdings nur teilweise.
Der Film enthält u. a. Aussagen von Simone Veil, die als Jugendliche einen mehrmonatigen Aufenthalt in Auschwitz überlebt hat, und Charlotte Delbo und Primo Levi.

## Veröffentlichung
Die TV-Erstausstrahlung lief in Deutschland und Frankreich via arte.tv am 30. Januar 2018.

## Regie
Weiss ist Regisseur weiterer Dokumentationen im Umfeld der Auschwitz-Gedenkstätte: Hourban (Destruction), eine Dokumentationstrilogie von 2010, 2013, 2015 (u. a. über das Häftlings-Sonderkommando), und Criminal Doctors, Auschwitz (Frankreich, 2013, 54 Min.).

## Rezeption
Alain Constant von Le Monde lobt die ruhige Kameraführung. Luftaufnahmen zeigen die benachbarte Stadt Oswiecim, die drei Hauptlager, die Fabriken, die Versuchslabore, Landwirtschaftsbetriebe und das große Musterstadt-Bauprojekt der SS. Zeitzeugen werden passend zum jeweiligen Bild zitiert.